# Strukturell rasism

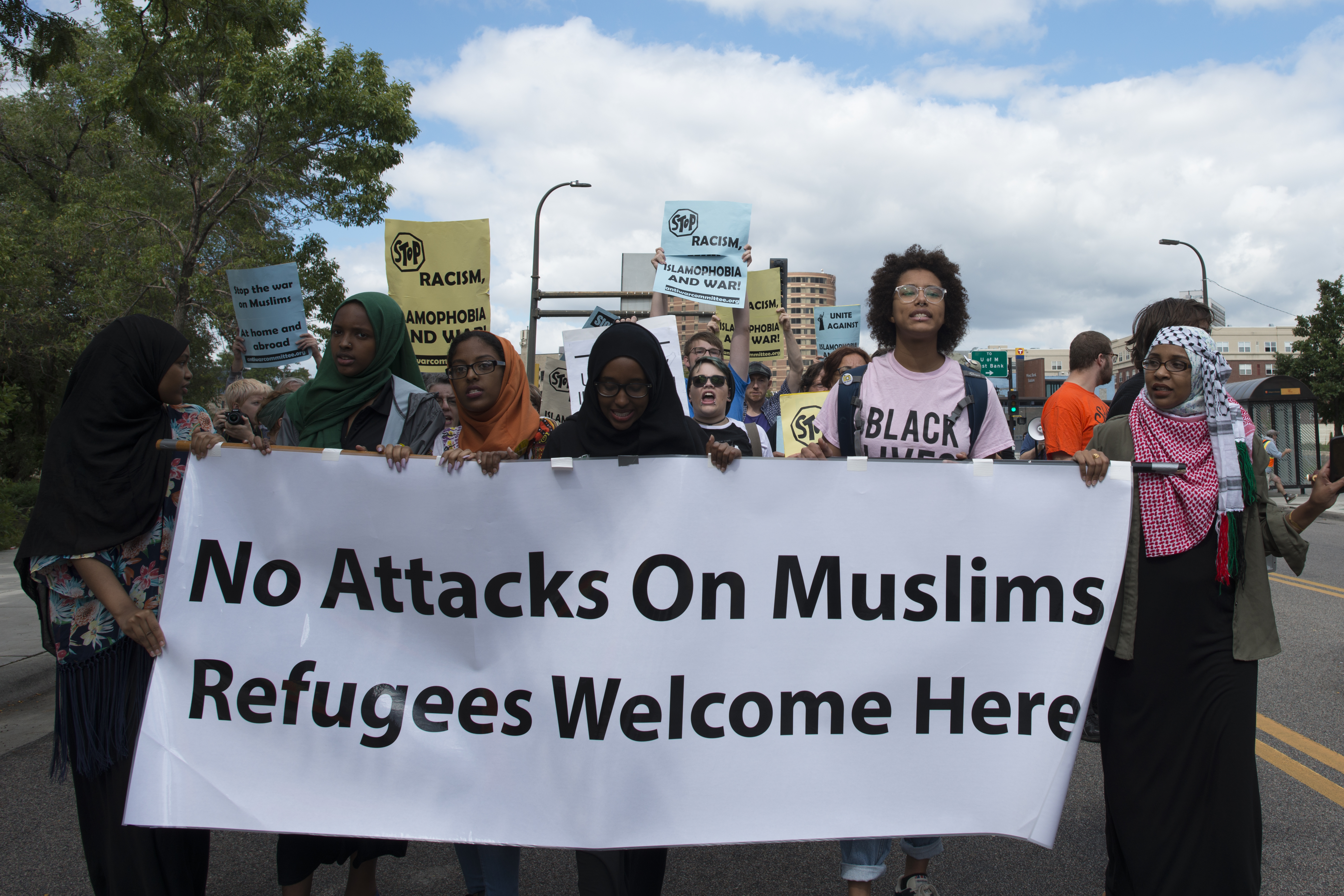
Demonstration mot islamofobi i Minneapolis, 2019

Strukturell rasism eller institutionell rasism är en form av rasism och strukturell diskriminering som finns på en samhällelig nivå och går bortom individers attityder och beteenden mot varandra. Där den strukturella rasismen förekommer genomsyrar den samhällets fundamentala strukturer, som arbetsmarknaden, utbildningsväsendet, rättssystemet, m.fl. Den är för det mesta osynlig och existerar vanligen på ett omedvetet plan, samtidigt som den påverkar individers handlingar och föreställningar. Strukturell rasism kan sägas utgöras av den sammanlagda effekten av enskilda handlingar och yttranden som tillsammans bildar ett diskriminerande mönster mot en grupp på grund av föreställningar om gruppens etnicitet, hudfärg, religion, kultur, osv. Rasismen kan sägas vara institutionell när etablerade regler, normer och handlingsmönster i samhället begränsar och hindrar vissa etniska minoritetsgrupper att ta del av samma rättigheter och möjligheter som den etniska majoriteten.
Den strukturella rasismen kan ta sig indirekta uttryck, vilket gör att det kan vara svårt att få syn på den i samhället. Krav på medborgarskap och ekonomiska krav kan vara uttryck för strukturell rasism på t.ex. bostadsmarknaden. Konsekvensen av den strukturella rasismen blir att människor som tillhör olika grupper får olika stor makt i samhället. Den kan även resultera i olika rättigheter eller olika stora möjligheter att kunna utöva sina rättigheter i praktiken.

## Teori

### Begreppets historia
Första gången som begreppet strukturell rasism användes var av Black Power-aktivisterna Stokely Carmichael och Charles Hamilton 1967. Begreppet de använde då var institutionell rasism. Före Carmichael och Hamilton hade rasismforskningen främst använt naturvetenskapliga metoder och forskat på individers beteenden. I och med det nya begreppet skiftades fokus till hur rasismen uttrycks i samhällets olika strukturer och institutioner. Konceptet var under en period vilande, men togs upp på nytt i akademin på 1990-talet. Begreppet fick nytt liv inte minst efter en brittisk rapport som lade skulden på strukturell rasism inom Metropolitanpolisen för deras misslyckande att utreda det rasistiskt motiverade mordet på Stephen Lawrence i London.

### Rasismens olika nivåer
Ett sätt att förstå den strukturella rasismen är att analysera den utifrån olika analysnivåer som: makro-, meso- och mikronivån. Rasismen på systemnivå (makronivå) sätter ramarna inom vilka olika beteendemönster och institutionella processer och regler utformas på en mellannivå (mesonivån). De regler och praktiker som har etablerats på mesonivån avgör sedan hur individer uppfattas, agerar, m.m. De olika nivåerna interagerar fritt med varandra, vilket gör att t.ex. individuella beteenden på mikronivån och rasistiska fördomar på makronivån kan mötas och producera olika utfall på meso-nivån i form av regler, retorik och policyer.
Ett exempel på hur det här kan fungera i praktiken illustreras av svartas och icke-vitas relativt lägre betyg och sämre framgångar i det brittiska skolväsendet. På systemnivå finns en föreställning om att svarta män är aggressiva, översexuella och kriminella. Svarta mäns beteende, kroppsspråk och språkliga uttryck ses som kulturellt avvikande och tolkas av skolledningen och lärarnas som ett hot. Lärarnas och skolledningens observationer av svarta män på individnivån (mikronivån) kombineras med mer generella rasistiska fördomar om svarta män. Utifrån detta anammar skolan en retorik om att svarta elevers "problematiska beteende" är inkompatibelt med en god lärandemiljö i klassrummet. Skolan kan även anta regler som formellt sett ser neutrala ut, men som i praktiken missgynnar svarta och icke-vita elever. Detta kan t.ex. vara i hur klädkoder utformas, där religiösa symboler och särskilda frisyrer förbjuds. Eventuellt motstånd mot skolans kategorisering av t.ex. svarta mäns beteende, stil, m.m. som "problematiskt" tolkas utifrån redan givna rasistiska stereotyper och bekräftar redan existerande fördomar om svarta män som aggressiva eller "stökiga".

## Rasism och hälsa
Den strukturella rasismens påverkan på människors hälsa återfinns inom en rad olika områden. Det kan röra ohälsa som grundar sig i indirekta diskriminerande faktorer så som låg socioekonomisk status och arbetslöshet, till direkt diskriminering i kontakt med vården. Även stress som uppstår på grund av vardagsrasism påverkar hälsan för den som utsätts.
I Sverige konstaterade Socialstyrelsen 2015 i en rapport att förstfödande kvinnor med utomnordisk bakgrund hade en 23 % högre risk att drabbas av allvarliga bristningar jämfört med kvinnor födda i Norden. Kvinnorna hade också en högre risk för att bli förlösta med kejsarsnitt. Dessutom kunde man se att barn som föddes av mödrar med utomnordisk bakgrund vid fem minuters ålder hade sämre hälsa (lägre Apgarpoäng) än barn som föddes av mödrar med bakgrund i Norden.
En studie som analyserade risken att dö av covid-19 i England och Wales såg att det var fyra gånger så hög risk för svarta män och kvinnor att dö av covid-19 jämfört med den vita befolkningen. När statistiken justerades för socioekonomiska skillnader kvarstod risken på två gånger högre för svarta jämfört med vita att dö i covid-19, en skillnad som alltså inte kunde förklaras.

## Rättsväsendet
I många länder är etniska minoriteter på olika sätt överrepresenterade i kontakter med rättsväsendet, t.ex. i högre grad misstänkta eller fällda för brott. Om man bara studerar huruvida varje individ från fall till fall kan anses vara skyldig till ett brott så menar många anti-rasistiska organisationer att man missar den större bilden. Ofta finns det sociala och ekonomiska anledningar till att människor begår brott, förhållanden som i sin tur kan missgynna icke-vita, urfolk, m.fl. Exempelvis leder boendesegregationen till att personer som tillhör etniska minoriteter i större utsträckning bor i socioekonomiskt utsatta områden, vilket i sin tur är en riskfaktor för att begå brott.
Flera svenska studier har visat att risken är betydligt högre för personer med utländsk bakgrund jämfört med personer med svensk bakgrund att bli skäligen misstänkta för olika typer av brott. Efter att polisen har pekat ut en person som skäligen misstänkt går ärendet vidare till åklagare som beslutar om hen ska meddela strafföreläggande, åtala personen eller meddela om åtalsunderlåtelse. Trots att personer med utländsk bakgrund i större utsträckning blir skäligen misstänkta så leder det mer sällan till åtgärder från åklagare än för personer med svensk bakgrund. Detta har forskare menat visar på en diskriminering av personer på etnisk grund inom rättsväsendet. Personer med utländsk bakgrund blir helt enkelt misstänkta på svagare grunder än svenskar. En förklaring kan vara att det saknas tydliga riktlinjer för när en person ska anses som skäligen misstänkt, vilket öppnar upp för mer diskriminering.
I Kanada har flera studier visat att personer som tillhör ett urfolk (First Nations) riskerar att diskrimineras i det kanadensiska rättsväsendet på flera olika nivåer. På ett personligt plan är det större risk att de - när de är intagna på en fängelseanstalt - hindras från att utöva kulturella och religiösa ceremonier som är viktiga för dem. Det är också betydligt vanligare att ursprungsamerikaner nekas villkorlig frigivning, där de kan avtjäna sitt straff på sin hemort snarare än på en anstalt. På 1990-talet var det 42 % av alla intagna som blev villkorligt frigivna, jämfört med 18 % av de tillhörande ett urfolk.

## Utbildningsväsendet
Studier på utbildningsförhållandena i Storbritannien och deras koppling till klass och ras visar på en rad olika mekanismer genom vilken den strukturella rasismen formar vilka som utbildar sig och vilka som inte gör det. I vissa fall har forskare sett likheter mellan vita arbetarklasselevers - särskilt pojkars - och svarta elevers erfarenheter av skolan i Storbritannien. En studie visade hur dessa gruppers låga utbildningsnivå berodde på att föräldrar och elever hade lägre förväntningar på vilken utbildning man skulle uppnå. Samma grupp hade också en svagare akademisk självbild. Missgynnande rasistiska strukturer i utbildningsväsendet samverkar även med strukturer i andra samhällssektorer för att förstärka den negativa effekten på utbildningsnivå för bl.a. icke-vita. Ett exempel på detta är hur arbetsmarknaden är uppbyggd, där många föräldrar arbetar hårt och ofta obekväma tider. Icke-vita är underrepresenterade bland dagyrken på vardagar, t.ex. chefer och andra tjänstemän, vilket medför sämre möjligheter att engagera sig i sina barns skolgång.
I Sverige kan man se hur boendesegregationen i olika städer samverkar med segregationen i skolan, där vita, svenska barn klustras i ett område och icke-vita barn i ett annat. Ett sätt som rasismen yttrar sig i skolan är att skolor som är belägna i områden med fler barn med utländsk bakgrund också har lägre status, medan det omvända gäller för områden med fler vita barn med svensk bakgrund. Skolvalet i Sverige leder till att familjer med större resurser i form av ekonomi och utbildning söker sig bort från lågstatusskolor, vilket typiskt sett innebär att de söker sig till skolor i innerstäderna. Om antalet elever med utländsk bakgrund ökar "för mycket" i innerstadsskolorna kan man dock se att svenska elever flyttar vidare till andra skolor med hänvisning till att det har blivit "för många" barn med utländsk bakgrund i skolan. Rent teoretiskt innebär skolvalet också en möjlighet för barn med utländsk bakgrund som kommer från familjer med färre resurser att söka sig till "bättre" skolor. Många icke-vita barn som söker sig till högstatusskolor i innerstäderna upplever dock att de i högre grad stämplas som "stökiga" och "svåra" elever jämfört med vita, svenska elever som upplevs som mer skötsamma.

## Rasism i arbetslivet
Vid en analys av lönerna för afrosvenskar jämfört med den övriga befolkningen så ser man att afrosvenskar har en betydligt lägre lön än övriga befolkningen i Sverige. I samtliga sektorer av arbetsmarknaden: stat, kommun, landsting/region och privat sektor har afrosvenskar lägre lön. Störst skillnad är det i privat sektor där de kan ha upp till 36 % lägre lön. På hela arbetsmarknaden finns det en löneskillnad på 16 %. Även när man kontrollerar den allmänna löneskillnaden på arbetsmarknaden för faktorer som utbildningsnivå, anställningssektor och ålder så kvarstår en löneskillnad på 5,5 %, vilket förklaras med diskriminering mot afrosvenskar.
Tittar man på afrosvenskarnas disponibla inkomst jämfört med övriga befolkningen i Sverige så har afrosvenskar ungefär 7 % lägre disponibel inkomst vid den lägsta utbildningsnivån (mindre än 9 års grundskola). Skillnaderna ökar kraftigt vid högre utbildningsnivåer. För personer med forskarutbildning så är inkomstskillnaden 39 % mellan afrosvenskar och personer ur den övriga befolkningen. Vidare kan man konstatera att för att en afrosvensk ska ha samma disponibla inkomst som en person ur den övriga befolkningen med en treårig eftergymnasial utbildning så måste afrosvensken ha en forskarutbildning.
I USA visar statistiken att det är mer sannolikt att en chef är en vit man, spansktalande man eller vit kvinna, än att chefen är en svart man. Det är minst sannolikt att chefen är en kvinna med asiatiskt påbrå. Samtidigt visar statistiken att enbart 8 % av tjänstemännen i landet är svarta. Skillnaden mellan vita och svarta hushålls inkomster har samtidigt enbart marginellt minskat sedan 1960-talet. År 1967 hade svarta hushåll en medianinkomst på 55 % av vita hushålls inkomst, en siffra som 2016 hade ökat något till 61 %. En analys av orsakerna till svartas relativt sett lägre inkomster pekar på att svarta i lägre grad än andra etniska grupper i USA äger sina bostäder och att de har sämre tillgång till bra bostäder överlag. Detta hindrar afroamerikaner från att bygga upp en förmögenhet, vilket i sin tur begränsar deras chanser att få tillgång till god utbildning. En lägre utbildningsnivå innebär att de arbetar i lägre kvalificerade yrken och tjänar mindre än vita.

## Rasism på bostadsmarknaden
Precis som inom andra delar av samhället finns det på bostadsmarknaden både en direkt och indirekt strukturell rasism som drabbar människor.
En mekanism som återfinns i många samhällssektorer, inte minst när det gäller boende, är "white flight", dvs. det faktum att vita tenderar att "fly" eller flytta från ett område när de upplever att det är "för många" icke-vita som bor där eller har flyttat dit. White flight skapar segregerade städer genom att vita höginkomsttagare och högutbildade flyttar till andra områden som befolkas av liknande människor. Samtidigt upplever icke-vita att de i högre utsträckning utsätts för vardagsrasism i sådana områden, vilket leder till att de undviker att flytta till homogent vita områden eller flyttar därifrån om de redan bodde där före den "vita flykten".
I Sverige har Boverket undersökt risken för etniska minoriteter i allmänhet och specifikt för romer att utsättas för rasistiska handlingar och diskriminering på bostadsmarknaden. Myndigheten konstaterar att det finns metodologiska svårigheter inom ämnet men pekar ut några särskilda områden som problematiska. Något som framkommer i rapporten är att många romer döljer sin romska identitet och att många romer inte vågar anmäla rasistiska handlingar, bland annat på grund av en rädsla att inte bli trodd. Det är inte heller ovanligt med rasistiska attityder från grannar, nedlåtande tillmälen som "zigenare" och att grannar anmäler romer för störningar som inte har skett. Organisationen Malmö mot Diskriminering konstaterar i en rapport om bostadsmarknaden att det förekommer att personer på grund av sin etniska tillhörighet eller liknande till exempel får hyreskontrakt uppsagda eller nekas underhåll av sin lägenhet.

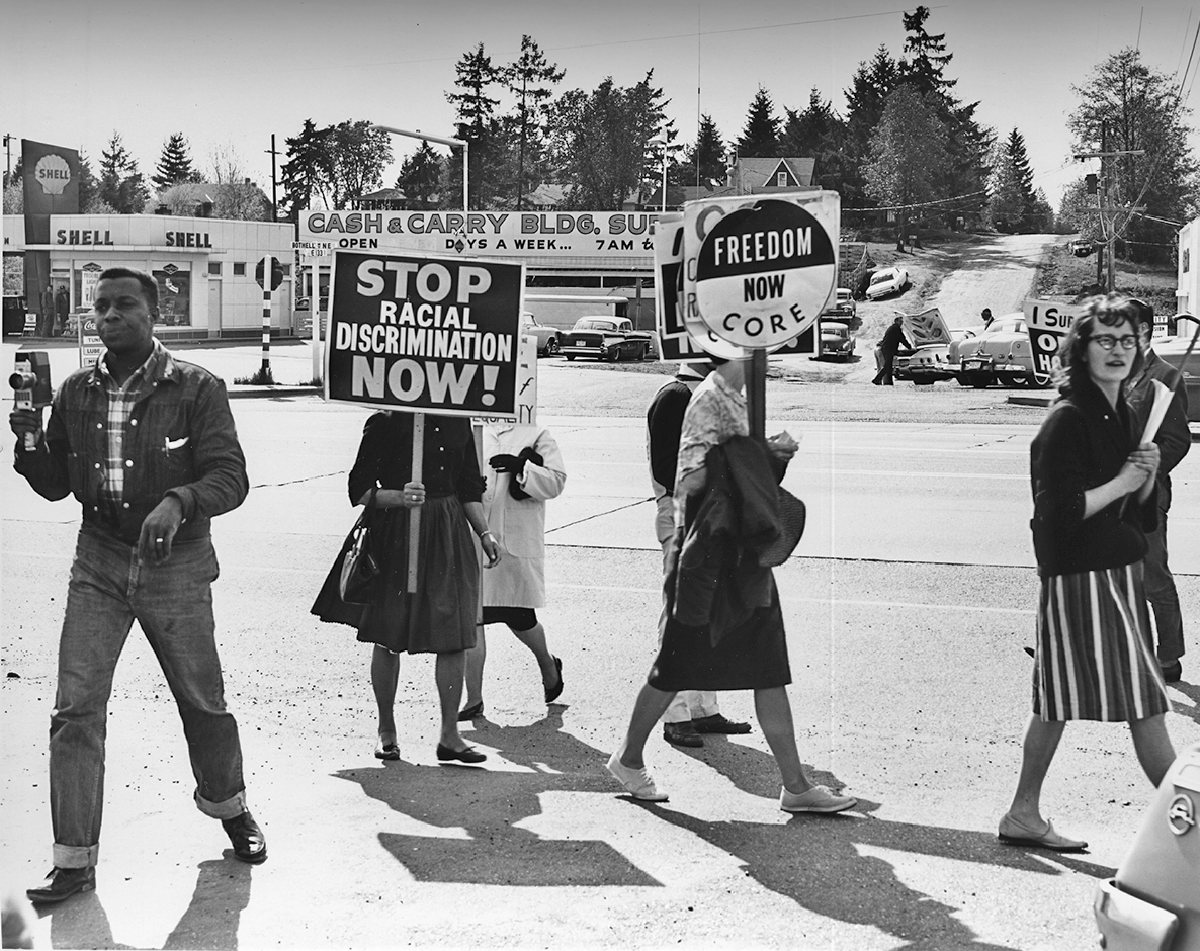
Protest 1964 mot den amerikanska bostadspolitiken

I en forskningssammanställning om islamofobi som Diskrimineringsombudsmannen beställde 2013 kunde man se en tendens att personer med arabisk- eller muslimskklingande namn hade svårare att få tag i hyresrätter än personer med svenskklingande namn. Två studier, en genomförd 2008 och en 2010, använde sig av metoden att skapa fiktiva ansökningar som skickades ut till potentiella hyresvärdar via Blocket.se. Resultatet av studien från 2008 visade att 46 % av hyresvärdarna kontaktade personen med det svenskklingande namnet medan enbart 21% av hyresvärdarna kontaktade den med det arabiskklingande namnet.
En undersökning av bolåneansökning från USA visar att icke-vita nekas bolån mellan 40-80 % oftare än vita. Skillnaden kvarstod även för höginkomsttagare och när man jämförde ansökningar där de sökande hade lika stora lån sedan tidigare.